# This Earth Is Mine
This Earth Is Mine is een Amerikaanse dramafilm uit 1959 onder regie van Henry King. Het scenario is gebaseerd op de roman The Cup and the Sword (1942) van de Amerikaanse auteur Alice Tisdale Hobart. De film werd destijds in Nederland uitgebracht onder de titel De vallei van de zon.

## Verhaal
In 1931 komt Elizabeth Rambeau vanuit Groot-Brittannië naar Californië om er bij haar oom en tante te gaan wonen. Ze zijn de eigenaren van een wijngaard en ondanks twaalf jaar drooglegging gaan de zaken uitstekend. Om hun machtspositie veilig te stellen willen ze Elizabeth uithuwelijken aan een zoon uit een andere familie wijnboeren. John Rambeau, een neef van de familie, wordt vervolgens verliefd op Elizabeth.

## Rolverdeling
| Acteur              | Personage         |
| ------------------- | ----------------- |
| Rock Hudson         | John Rambeau      |
| Jean Simmons        | Elizabeth Rambeau |
| Dorothy McGuire     | Martha Fairon     |
| Claude Rains        | Philippe Rambeau  |
| Kent Smith          | Francis Fairon    |
| Anna Lee            | Charlotte Rambeau |
| Ken Scott           | Luigi Griffanti   |
| Augusta Merighi     | Mevrouw Griffanti |
| Francis Bethencourt | André Swann       |
| Stacy Graham        | Monica            |
| Peter Chong         | Chu               |
| Geraldine Wall      | Maria             |
| Alberto Morin       | Mijnheer Petucci  |
| Penny Santon        | Mevrouw Petucci   |
| Jack Mather         | Dietrich          |